# Never Tear Us Apart
«Never Tear Us Apart» (en español: «Nunca nos separe») es el título de una power ballad interpretada por la banda de rock australiana INXS, incluida en su álbum de estudio Kick (1987). La compañía discográfica WEA la lanzó en junio de 1988 como el cuarto del álbum. La música fue compuesta por Andrew Farriss, quien grabó un demo estilo blues y se lo dio a Michael Hutchence. Luego, el vocalista de INXS escribió una letra romántica y personal, que fue directamente desde el corazón.
"Never Tear Us Apart" es una balada sensual, con sonidos intermitentes de sintetizador y que tiene pausas dramáticas antes de los quiebres instrumentales. Kirk Pengilly agrega un dramático solo de saxofón cerca del final. De acuerdo a las notas del disco de Shine Like It Does: The Anthology (1979–1997), la canción originalmente fue compuesta para piano como un número de blues al estilo de Fats Domino. El productor Chris Thomas sugirió un arreglo con sintetizadores en su lugar.
El videoclip de la canción, que tiene extensa introducción, fue filmado en varios lugares de Praga (República Checa), junto con los de las canciones "Guns in the Sky" y "New Sensation", todos dirigidos por Richard Lowenstein.
El sencillo alcanzó el número 24 en el Reino Unido, y permaneció en las listas durante siete semanas. En Estados Unidos alcanzó el N.º 7 en la lista Billboard Hot 100. Fue el primer sencillo de INXS en ser certificado como disco de platino en Australia.
Después de su muerte en 1997, el ataúd de Michael Hutchence fue sacado de la Catedral de San Andrés de Sídney por los miembros restantes de INXS y su hermano menor Rhett mientras se escuchaba "Never Tear Us Apart" de fondo.
En febrero de 2014, después de la emisión de la miniserie INXS: Never Tear Us Apart en el canal de televisión Channel 7, "New Sensation" volvió a estar presente en las listas en Australia, alcanzando el puesto 11 en el ARIA Singles Chart, superando el puesto 14 alcanzado en 1988.
En enero de 2018 la emisora de radio Triple M publicó la lista 'Most Australian' con "New Sensation" en el puesto 18.

## Formatos
Formatos del sencillo.
En disco de vinilo de 7"
7 pulgadas. 1988 WEA 7-257869 
| Lado A |                       |                                    |          |  |
| N.º    | Título                | Escritor(es)                       | Duración |  |
| 1.     | «Never Tear Us Apart» | Andrew Farriss y Michael Hutchence | 3:04     |  |

| Lado B |           |                                    |          |  |
| N.º    | Título    | Escritor(es)                       | Duración |  |
| 1.     | «Move On» | Andrew Farriss y Michael Hutchence | 4:48     |  |

7 pulgadas. 1988 Atlantic Records 7-89038 . 1988 Atlantic Records 78 90387 
| Lado A |                       |                                    |          |  |
| N.º    | Título                | Escritor(es)                       | Duración |  |
| 1.     | «Never Tear Us Apart» | Andrew Farriss y Michael Hutchence | 3:04     |  |

| Lado B |                   |                                    |          |  |
| N.º    | Título            | Escritor(es)                       | Duración |  |
| 1.     | «Different World» | Andrew Farriss y Michael Hutchence | 4:17     |  |

7 pulgadas. 1988 Mercury Records 870 488-7  /  / 
| Lado A |                       |                                    |          |  |
| N.º    | Título                | Escritor(es)                       | Duración |  |
| 1.     | «Never Tear Us Apart» | Andrew Farriss y Michael Hutchence | 3:04     |  |

| Lado B |                                    |                   |          |  |
| N.º    | Título                             | Escritor(es)      | Duración |  |
| 1.     | «Guns in the Sky» (Kick Ass Remix) | Michael Hutchence | 5:58     |  |

En disco de vinilo de 12"
12 pulgadas. 1988 Atlantic Records 0-86538 . 1988 Atlantic Records 78 65380 
| Lado A |                       |                                    |          |  |
| N.º    | Título                | Escritor(es)                       | Duración |  |
| 1.     | «Never Tear Us Apart» | Andrew Farriss y Michael Hutchence | 3:04     |  |

| Lado B |                             |                                    |          |  |
| N.º    | Título                      | Escritor(es)                       | Duración |  |
| 1.     | «Different World» (12" Mix) | Andrew Farriss y Michael Hutchence | 6:18     |  |
| 2.     | «Move On»                   | Andrew Farriss y Michael Hutchence | 4:48     |  |

12 pulgadas. 1988 Mercury Records 870 488-1  /  / 
| Lado A |                       |                                    |          |  |
| N.º    | Título                | Escritor(es)                       | Duración |  |
| 1.     | «Never Tear Us Apart» | Andrew Farriss y Michael Hutchence | 3:04     |  |

| Lado B |                                    |                                    |          |  |
| N.º    | Título                             | Escritor(es)                       | Duración |  |
| 1.     | «Different World»                  | Andrew Farriss y Michael Hutchence | 4:16     |  |
| 2.     | «Guns in the Sky» (Kick Ass Remix) | Michael Hutchence                  | 5:58     |  |

12 pulgadas. 1988 Mercury Records 870 491-1 
| Lado A |                                    |                                    |          |  |
| N.º    | Título                             | Escritor(es)                       | Duración |  |
| 1.     | «Never Tear Us Apart»              | Andrew Farriss y Michael Hutchence | 3:04     |  |
| 2.     | «Guns in the Sky» (Kick Ass Remix) | Michael Hutchence                  | 5:58     |  |

| Lado B |                       |                                    |          |  |
| N.º    | Título                | Escritor(es)                       | Duración |  |
| 1.     | «Burn for You»        | Andrew Farriss y Michael Hutchence | 4:59     |  |
| 2.     | «Old World New World» | Jon Farriss y Michael Hutchence    | 3:38     |  |

En Casete
Casete. 1988 Atlantic Records 4-89038 
| Lado A |                       |                                    |          |  |
| N.º    | Título                | Escritor(es)                       | Duración |  |
| 1.     | «Never Tear Us Apart» | Andrew Farriss y Michael Hutchence | 3:04     |  |

| Lado B |                   |                                    |          |  |
| N.º    | Título            | Escritor(es)                       | Duración |  |
| 1.     | «Different World» | Andrew Farriss y Michael Hutchence | 4:17     |  |

Casete. 1988 Atlantic Records 7 4-86538 
| Lado A |                       |                                    |          |  |
| N.º    | Título                | Escritor(es)                       | Duración |  |
| 1.     | «Never Tear Us Apart» | Andrew Farriss y Michael Hutchence | 3:04     |  |

| Lado B |                             |                                    |          |  |
| N.º    | Título                      | Escritor(es)                       | Duración |  |
| 1.     | «Different World» (12" Mix) | Andrew Farriss y Michael Hutchence | 6:18     |  |
| 2.     | «Move On»                   | Andrew Farriss y Michael Hutchence | 4:48     |  |

En CD
| Mini CD 1988 WEA 10P3-6019 |                       |                                    |          |  |
| N.º                        | Título                | Escritor(es)                       | Duración |  |
| 1.                         | «Never Tear Us Apart» | Andrew Farriss y Michael Hutchence | 3:04     |  |
| 2.                         | «Move On»             | Andrew Farriss y Michael Hutchence | 4:48     |  |

| CD 5" 1988 Mercury Records 080 396-2 |                                    |                                    |          |  |
| N.º                                  | Título                             | Escritor(es)                       | Duración |  |
| 1.                                   | «Guns in the Sky» (Kick Ass Remix) | Michael Hutchence                  | 5:58     |  |
| 2.                                   | «Different World»                  | Andrew Farriss y Michael Hutchence | 4:17     |  |
| 3.                                   | «Never Tear Us Apart»              | Andrew Farriss y Michael Hutchence | 3:04     |  |
| 4.                                   | «Never Tear Us Apart» (Video)      | Andrew Farriss y Michael Hutchence | 3:50     |  |

| CD 1988 Mercury Records 870 488-2 |                                    |                                    |          |  |
| N.º                               | Título                             | Escritor(es)                       | Duración |  |
| 1.                                | «Never Tear Us Apart»              | Andrew Farriss y Michael Hutchence | 3:04     |  |
| 2.                                | «Different World» (12" Mix)        | Andrew Farriss y Michael Hutchence | 6:18     |  |
| 3.                                | «Guns in the Sky» (Kick Ass Remix) | Michael Hutchence                  | 5:58     |  |
| 4.                                | «This Time»                        | Andrew Farriss                     | 3:09     |  |

## Posicionamiento
| Listas de sencillos(1988)            | Mejor posición |
| ------------------------------------ | -------------- |
| Australia, ARIA                      | 14             |
| Canadá                               | 15             |
| Francia                              | 48             |
| Alemania                             | 66             |
| R.Unido                              | 24             |
| EE. UU. Billboard Hot 100            | 7              |
| EE. UU. Billboard Album Rock Tracks  | 5              |
| EE. UU. Billboard Modern Rock Tracks | 28             |

## Versión Remix: "Precious Heart"
En 2001, un remix llamado "Precious Heart" se publicó como sencillo, interpretado por Tall Paul vs. INXS.

### Lista de canciones
Australian CD sencillo
1. «Precious Heart» (Radio Edit) - 3:36
2. «Precious Heart» (Original Mix) - 7:40
3. «Precious Heart» (Riva Mix) - 7:40
4. «Precious Heart» (Marc O'Toole Remix) - 8:41
5. «Precious Heart» (Lush Mix) - 8:42

UK CD sencillo
1. «Precious Heart» (Radio Edit) - 3:36
2. «Precious Heart» (Original Mix) - 7:40
3. «Precious Heart» (Lush Mix) - 8:42

### Versiones oficiales
- «Precious Heart» (Original Mix) - 7:40
- «Precious Heart» (Radio Edit) - 3:36
- «Precious Heart» (Lush Mix) - 8:42
- «Precious Heart» (Marc O'Toole Remix) - 8:41
- «Precious Heart» (Riva Mix) - 7:40

### Listas
| Listas de sencillos (2001) | Mejor posición |
| -------------------------- | -------------- |
| Australia, ARIA            | 27             |
| Alemania                   | 30             |
| R.Unido                    | 14             |

## Cultura popular
Never Tear Us Apart es la canción favorita del protagonista de la novela Un cuento perfecto (2020) de Elísabet Benavent.